# Ordine dell'Ermellino (Napoli)
L'Ordine dell'Ermellino fu un ordine cavalleresco istituito il 29 settembre 1463 dal re del Regno di Napoli Ferrante d'Aragona. Agli insigniti veniva conferito un collare d'oro con un ermellino per ciondolo, recante il motto latino malo mori quam foedari ("preferirei morire piuttosto che essere disonorato").
Il giorno di fondazione non fu casuale, giacché l'ordine era dedicato a san Michele arcangelo e, difatti, in tale giorno dell'anno dovevano svolgersi le solenni cerimonie, precedute alla vigilia dalla confessione e comunione dei cavalieri, così come pure l'8 maggio, che ricorda l'apparizione del santo sul Gargano, avveniva una cerimonia. La propria devozione il re Ferrante l'aveva manifestata già durante la presa della città di Monte Sant'Angelo, meta da sempre di pellegrinaggio al noto santuario. Di quale fu il motivo per cui Ferrante decise di istituire l'Ordine dell'Ermellino.

## Obblighi degli insigniti

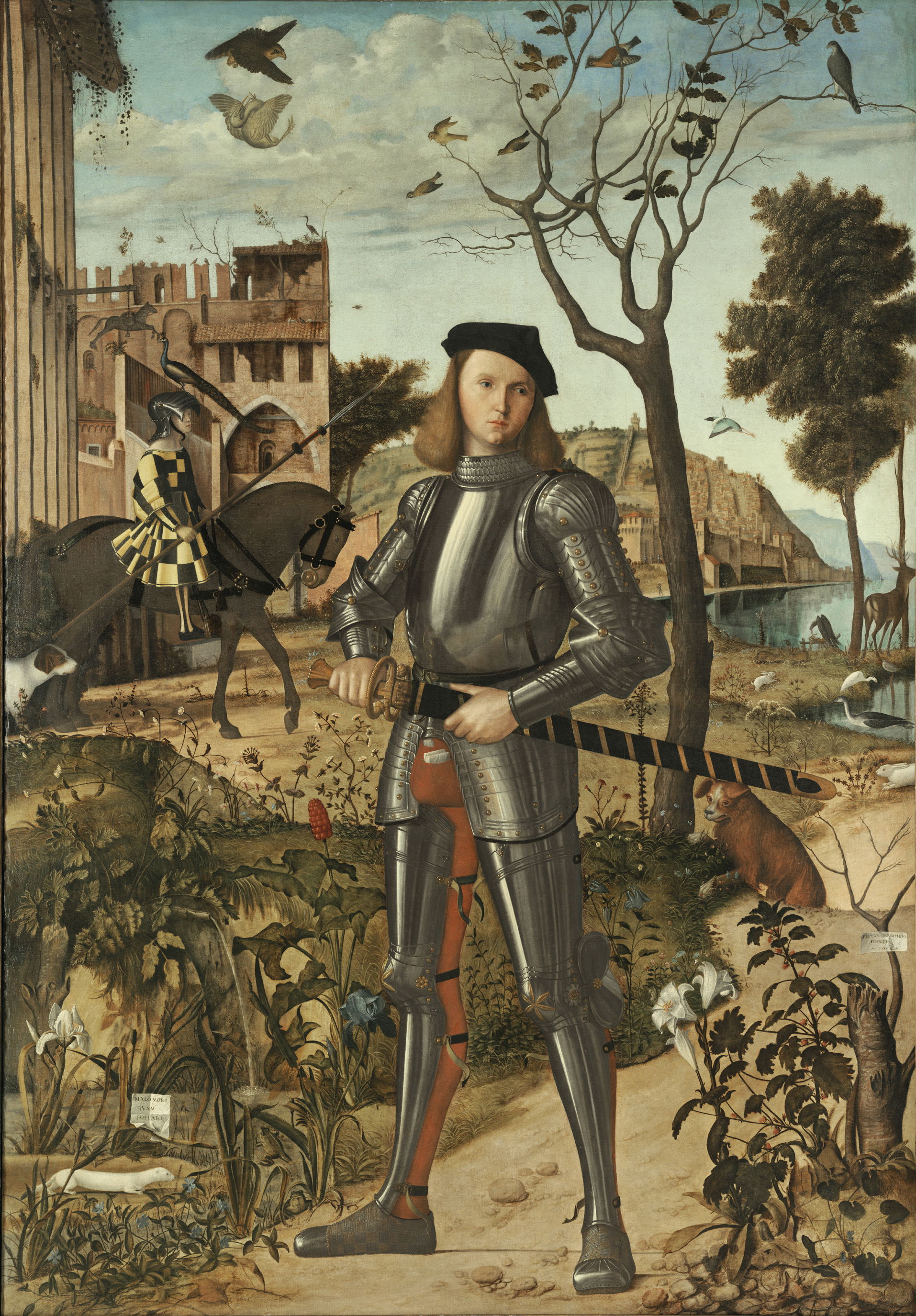
Un cavaliere dell'Ordine dell'Ermellino (come si può vedere dal cartiglio in terra a sinistra, accanto all'ermellino, che reca il motto dell'ordine) nel Ritratto di cavaliere, opera di Vittore Carpaccio.

Gli obblighi principali dei cavalieri erano la difesa della fede e della Chiesa di Roma, nonché il serbare inviolabile devozione al re. La Chiesa destinata alle funzioni ed alle adunanze dei cavalieri dell'ordine si ipotizza essere stata quella di San Michele in Castel dell'Ovo o quella di Monteoliveto. L'ordine fu posto sotto la regola di San Basilio. Ufficiali dell'ordine erano il superiore, carica ricoperta dal sovrano stesso, l'araldo o re d'armi e il segretario. Dal collare portato dai cavalieri pendeva il simbolo dell'ordine rappresentato da un ermellino. La dignità magistrale, unita alla Corona di Napoli, passò agli Austriaci, in seguito però l'ordine fu tralasciato e si estinse. Il numero dei cavalieri fu fissato in 27, tra di essi, tutti fedelissimi al sovrano, vi furono tra i più cospicui baroni del Regno, condottieri e capitani di ventura del tempo, che furono beneficati ad esempio tramite l'attribuzione di uno o più feudi, la creazione di titoli, il ricoprire importanti uffici. Non mancarono importanti signori di Stati alleati.

## L'ermellino: simbolo dell'unione tra Napoli e Milano
Vi sono varie ipotesi sulla simbologia dell'ordine. Secondo alcuni il colore bianco dell'ermellino potrebbe rappresentare la purezza di Ippolita Maria Sforza, mentre il motto dell'ordine, malo mori quam foedari, potrebbe rappresentare il pensiero che ha indotto il re a perdonare i baroni ribelli, per non imbrattarsi.

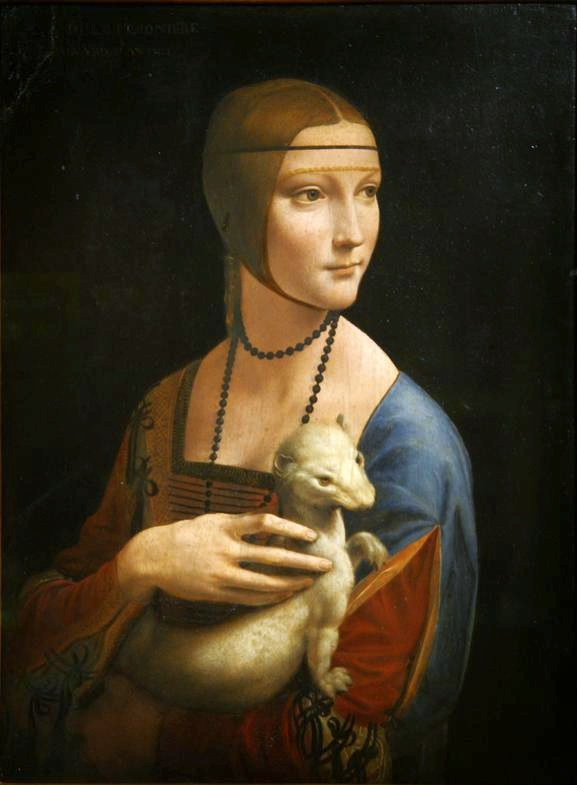
Leonardo da Vinci, Dama con l'ermellino, Museo Czartoryski, Cracovia, 1488-1490. La dama ritratta è Cecilia Gallerani, amante di Ludovico il Moro, duca di Milano, che nel 1488 fu insignito dell'Ordine dell'Ermellino. Il dipinto può essere considerato un riferimento all'onorificenza a lui conferita.

L'Ordine dell'Ermellino fu il simbolo dell'unione tra il Regno di Napoli e il Ducato di Milano. Ludovico Sforza, detto il Moro, ambiva a tale decorazione perché desideroso di essere riconosciuto duca di Milano al posto del nipote Gian Galeazzo Maria Sforza. Quando ricevette la suddetta onorificenza per l'aiuto dato a Ferrante d'Aragona nel reprimere la congiura dei baroni, il Moro, per celebrare la prestigiosa nobilitazione, commissionò a Leonardo da Vinci il dipinto della Dama con l'ermellino, raffigurante probabilmente la nobile milanese Cecilia Gallerani, sua amante, col selvatico animale in grembo, pure simbolo di purezza. In nome del legame politico Napoli-Milano, a Gian Galeazzo Maria Sforza fu data in sposa Isabella d'Aragona, nipote di Ferrante. Ma quando Ludovico usurpò il ruolo ducale di Gian Galeazzo, costrinse Isabella a trasferirsi a Pavia, pregiudicando l'alleanza tra Napoli e Milano. Isabella richiese l'intervento del nonno Ferrante, che finì col revocare il collare dell'Ordine dell'Ermellino e col rompere l'unione con il ducato lombardo.

## Insigniti

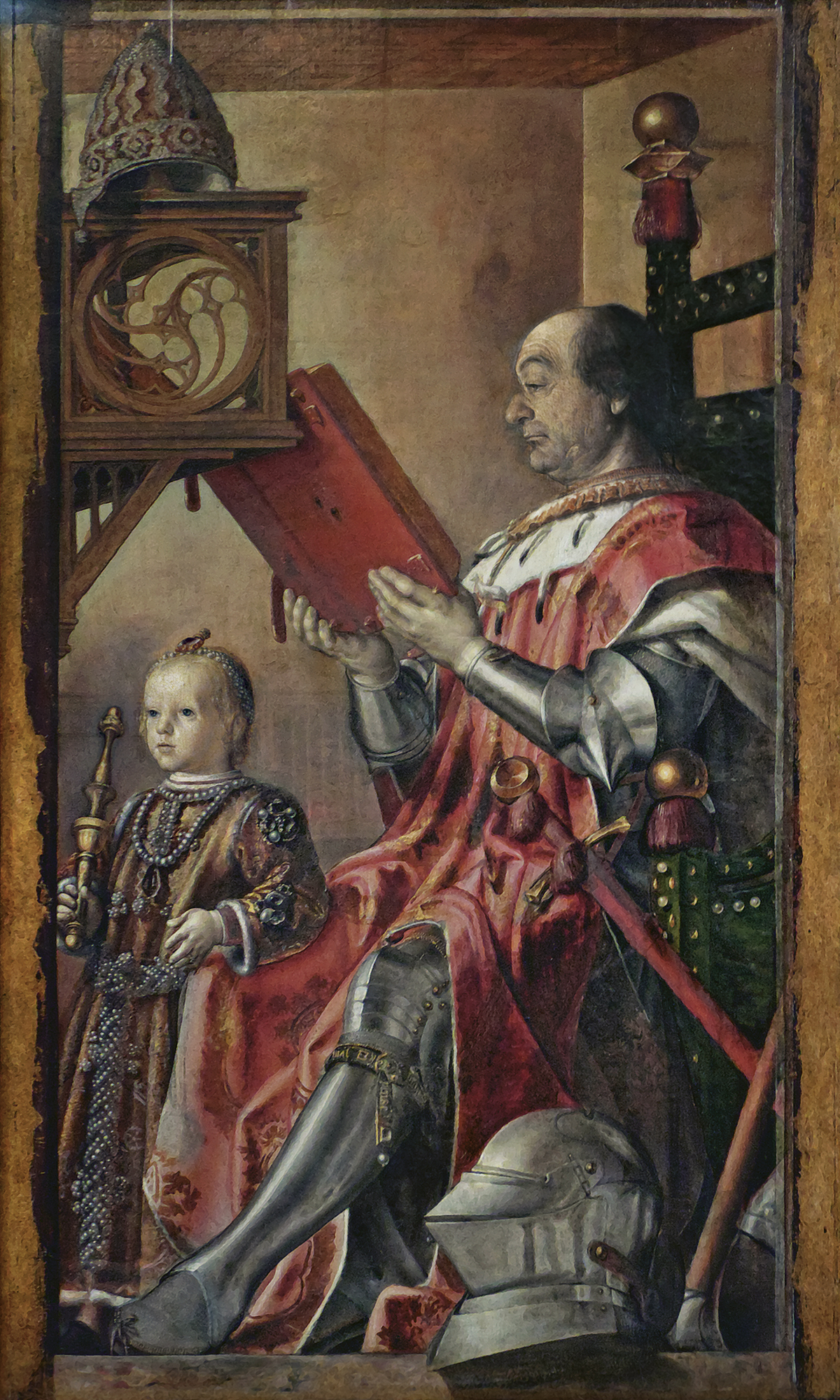
Federico da Montefeltro con il collare dell'Ordine dell'Ermellino nel Ritratto di Federico da Montefeltro col figlio Guidobaldo, opera di Pedro Berruguete.

Furono insigniti di quest'ordine oltre a re Ferrante d'Aragona:
- Alberico Carafa, conte di Marigliano;
- Alessandro Sforza, signore di Pesaro;
- Alfonso II d'Aragona, duca di Calabria, figlio di Ferrante, re di Napoli dal 1494 al 1495;
- Alfonso II d'Avalos, marchese di Pescara;
- Alfonso de Guevara, conte di Archi;
- Andrea di Capua, duca di Termoli;
- Andrea Matteo III Acquaviva, duca di Atri;
- Antonio Carafa, duca di Mondragone;
- Antonio da Montefeltro;
- Antonio Piccolomini, duca di Amalfi;
- Carlo I di Borgogna detto il Temerario;
- Diomede I Carafa, conte di Maddaloni;
- Domizio Caracciolo, signore di Ruoti e governatore della Calabria;
- Edoardo IV d'Inghilterra;
- Ercole I d'Este, duca di Ferrara;
- Everso II dell'Anguillara;
- Federico da Montefeltro, duca di Urbino;
- Ferdinando II d'Aragona, detto Ferrandino, principe di Capua, figlio di Alfonso II e Ippolita Maria Sforza, re di Napoli dal 1495 al 1496;
- Ferdinando de Guevara, conte di Belcastro;
- Francesco II del Balzo, duca di Andria;
- Galeazzo Caracciolo, signore di Vico;
- Galeazzo Maria Sforza, duca di Milano;
- Galeotto Carafa, signore di Tiriolo;
- Gentile Virginio Orsini, conte di Albe e Tagliacozzo;
- Giacomo Caracciolo, conte di Burgenza e gran cancelliere del Regno di Napoli;
- Giacomo Carafa, signore di Castelvetere;
- Giovanni Burcardo, cerimoniere pontificio;
- Gian Giordano Orsini, condottiero[5];
- Giulio Antonio I Acquaviva d'Aragona, duca di Atri;
- Innico I d'Avalos, marchese di Pescara;
- Leonardo della Rovere, duca di Sora;
- Ludovico Sforza, duca di Bari e poi duca di Milano;
- Luigi d'Aquino, signore di Castiglione;
- Marino Caracciolo, conte di Sant'Angelo;
- Matteo di Capua, conte di Palena;
- Onorato Caetani, conte di Fondi;
- Orso Orsini, duca di Ascoli Satriano e conte di Nola;
- Pietro de Guevara, marchese di Vasto e gran siniscalco del Regno di Napoli;
- Roberto Orsini, conte di Albe e Tagliacozzo;
- Roberto Sanseverino, principe di Salerno;
- Roberto Sanseverino d'Aragona, condottiero e capitano di ventura[6];
- Scipione Pandone, conte di Venafro;
- Troiano Caracciolo, duca di Melfi;
- Troilo Arditi, condottiero.